# العلاقات الأفغانية الفلسطينية
العلاقات الأفغانية الفلسطينية هي العلاقات الثنائيّة بين دولة فلسطين وجمهورية أفغانستان.

## الممثلية الأفغانية في فلسطين
ليس هُناك حتى الآن ممثلية لدولة أفغانستان في فلسطين.

## السفارة الفلسطينية في أفغانستان
في الوقت الحالي لا توجد سفارة فلسطينية أو بعثة دبلوماسية فلسطينية رسمية في دولة أفغانستان.

## جماعة طالبان فلسطين
في عام 2009 تأسست في قطاع غزة جماعة سلفيّة مسلحة أطلقت على نفسها اسم "جماعة طالبان فلسطين" حيث اتخذت من حركة طالبان الأفغانية قدوة تحتذي بها. وصل عدد أفراد الجماعة إلى نحو 100 شخص وكانت أهدافها تتمثل في مهاجمة واستهداف المصالح الإسرائيلية داخل الأراضي الفلسطينية وخارجها. كانت الجماعة تُكن عداءًا خاصًا للجيش الأمريكي بعد اجتياحه لأفغانستان وحربه ضد حركة طالبان، كما رأت أن حركة حماس قد خرجت عن النهج الإسلامي الصحيح، وقد كان هذا أحد أسباب تأسيس الجماعة في منطقة قطاع غزة بالذات.

## التعاون الاقتصادي
قدّمت الحكومة الأفغانية خلال افتتاح مؤتمر السفراء الفلسطينيين المعتمدين لدى دول القارة الأوروبية الذي عُقد في العاصمة التركية إسطنبول في عام 2019 مليون دولار أمريكي لوكالة الامم المتحدة لغوث وتشغيل اللاجئين (الأونروا) كمساعدات إغاثية للفلسطينيين.
وفي عام 2020 وقعت الوكالة الفلسطينية للتعاون الدولي مع الحكومة الأفغانية اتفاقية تعاون مُشترك تنفيذ برنامج تعاون تنموي في المجال الطبي لصالح القطاع الصحي في جمهورية أفغانستان تحت إشراف كُلّ من البنك الاسلامي للتنمية، ووزارة الصحة الفلسطينية، ووزارة الصحة لجمهورية الأفغانية وسفارتا كلا الدولتين، ومكتب البنك الاسلامي للتنمية في افغانستان، وبناءًا على هذه الاتفاقية فقد تم توزيع عدد من الأطباء الفلسطينيين على عدد من المستشفيات والمراكز الطبيه الموجودة في العاصمة الأفغانية كابول للمساعدة في تنفيذ برنامج الوكالة في أفغانستان، كما تدخلات وفد فلسطين أيضاً برنامجا تعاون تنموي آخر يتم تنفيذه في مدينة قندهار.